# Michael Chadwick
Michael Chadwick (Charlotte, 15 de abril de 1995) es un deportista estadounidense que compite en natación, especialista en el estilo libre.
Ganó seis medallas en el Campeonato Mundial de Natación en Piscina Corta, en los años 2016 y 2018. Además, obtuvo cuatro medallas en los Juegos Panamericanos de 2019, oro en 4 × 100 m libre mixto, plata en 4 × 100 m libre y 50 m libre y bronce en 100 m libre.

## Palmarés internacional
| Campeonato Mundial en Piscina Corta | Campeonato Mundial en Piscina Corta | Campeonato Mundial en Piscina Corta | Campeonato Mundial en Piscina Corta |
| Año                                 | Lugar                               | Medalla                             | Prueba                              |
| ----------------------------------- | ----------------------------------- | ----------------------------------- | ----------------------------------- |
| 2016                                | Windsor (Canadá)                    | Medalla de oro                      | 4 × 50 m estilos mixto              |
| 2016                                | Windsor (Canadá)                    | Medalla de plata                    | 4 × 50 m libre                      |
| 2016                                | Windsor (Canadá)                    | Medalla de plata                    | 4 × 50 m estilos                    |
| 2016                                | Windsor (Canadá)                    | Medalla de bronce                   | 4 × 100 m libre                     |
| 2018                                | Hangzhou (China)                    | Medalla de oro                      | 4 × 50 m libre                      |
| 2018                                | Hangzhou (China)                    | Medalla de oro                      | 4 × 100 m libre                     |
| Juegos Panamericanos                |                                     |                                     |                                     |
| Año                                 | Lugar                               | Medalla                             | Prueba                              |
| 2019                                | Lima (Perú)                         | Medalla de oro                      | 4 × 100 m libre mixto               |
| 2019                                | Lima (Perú)                         | Medalla de plata                    | 4 × 100 m libre                     |
| 2019                                | Lima (Perú)                         | Medalla de bronce                   | 50 m libre                          |
| 2019                                | Lima (Perú)                         | Medalla de bronce                   | 100 m libre                         |